# شارميان كليفت
شارميان كليفت (بالإنجليزية: Charmian Clift)‏ (30 أغسطس 1923 في أستراليا - 8 يوليو 1969، سيدني في أستراليا)؛ صحفية وروائية أسترالية.